# Clossiana chosensis
Clossiana chosensis är en fjärilsart som beskrevs av Matsumura 1927. Clossiana chosensis ingår i släktet Clossiana och familjen praktfjärilar. Inga underarter finns listade i Catalogue of Life.